# Летописи Белгариада
Летописи Белгариада (англ. The Belgariad) — серия книг Дэвида Эддингса в жанре эпического фэнтези. Состоит из пяти романов:
- Обретение чуда (англ. Pawn of Prophecy, 1982)
- Владычица магии (англ. Queen of Sorcery, 1983)
- В поисках камня (англ. Magician’s Gambit, 1983)
- Обитель чародеев (англ. Castle of Wizardry, 1984)
- Последняя игра (англ. Enchanters' End Game, 1984)

## История создания серии
Первые книги Д. Эддингса не пользовались большой популярностью. Эддингс заинтересовался феноменом продолжительного интереса к саге Властелин колец Толкина и, как следствие этого, решил создать собственный фантастический мир. Он взял за основу карту, которую создал задолго до этого, и построил мир Белгариады. Первоначально серия задумывалась как трилогия, но ограничения, наложенные издателем на объём каждого тома (не более 200 страниц), вынудили Эддингса превратить серию в пенталогию. Первая книга серии вышла в 1982 году, пятая — в 1984 году.

## Названия книг серии
В каждом из названий книг серии (на языке оригинала) присутствует шахматный термин, например: «pawn» — пешка, «queen» — ферзь, «castle» — ладья. Эти термины подчёркивают лейтмотив серии — силы судьбы управляют персонажами, как шахматисты фигурами; в нескольких местах серии описаны ощущения главного героя при выполнении того или иного хода. Привязка к шахматной терминологии не сохранена при переводе названий книг на русский язык.

## Сюжет

### Предыстория
Когда-то, ещё до появления мира и богов, во вселенной произошло Событие, расколовшее её на два вероятностных потока. У каждого потока есть выразитель воли, т. н. «предначертание» (англ. nessesity). Вселенная стремится вернуться к единому потоку, но «предначертания» не могут напрямую выяснить отношения, так как это приведёт к уничтожению вселенной, поэтому каждое «предначертание» действует через «агента» и волшебные артефакты. В серии «Белгариада» агентом «предначертания» света является человек Гарион, а агентом «предначертания» тьмы является бог Торак. Волшебный артефакт называется на языке света «Око Алдура», а на языке тьмы «Крэг Яска».

### Канва событий
Юноша Гарион в сопровождении тётушки Пол (чародейка Полгара) и бродяги по кличке Волк (чародей Белгарат) путешествуют по миру, набирая отряд спутников, разъясняя детали пророчеств и побеждая одного за другим отрицательных персонажей. Кульминацией серии является поединок между Белгарионом и Тораком, во время которого каждый из них должен сделать тот выбор, который поведёт вселенную по единому пути.

## Мир

### Боги
- Ал

Ал — первоначальный дух мира, создавший остальных богов. Завершив созидание мира, он не собирался выбирать себе какой-либо народ. Вняв мольбам Горима, Ал согласился стать богом людей, которых отвергли все остальные боги (эти люди стали называть себя алгосами), а также покровителем чудовищ.
- Белар

Младший из богов, Белар, выбрал себе народ Олорнов. В первые эпохи не считал зазорным пьянствовать в компании своих людей. Тотем Белара — медведь. Фанатичные приверженцы Белара организованы в Медвежий культ. Самый непримиримый противник Торака.
- Исса

Тотем бога Иссы — змея. Подобно ей, Исса хладнокровен и не очень интересуется людскими делами. Выбранный им народ, найсанцы, лелеют культ змей.
- Мара

Мара выбрал себе народ Марагов. Не сумев спасти их от полного геноцида, Мара превратил их территорию в долину призраков, откуда никто не может выйти в здравом уме. Мара навеки остался в разрушенном Марагоре, где предаётся скорби по своему народу. Иногда он воссоздаёт в Марагоре иллюзии прошлого, но от этого ему становится только хуже.
- Недра

Тотем бога Недры — лев. Его народ, Толнедрийцы, являются самым секулярным народом мира и не воспринимают своего бога и религию вообще всерьёз. Основой культа Недры является накопление материальных ценностей.
- Олдур

Старший после Торака бог Олдур не выбрал для себя какой-либо народ, а предпочёл заниматься изучением и развитием сотворённого мира. Так продолжалось до тех пор, пока Олдур не подобрал из жалости умирающего от холода мальчика Гарата и не сделал из него своего последователя — чародея Белгарата. Позже в долине Олдура обосновались ещё несколько учеников. Олдур создал артефакт, названный его именем, — Око Олдура.
- Торак

Торак — бог-дракон, старший из богов, выбрал себе народ Энгараков. Безжалостный и жестокий, сам он мнит себя добрым и благородным, призванным облагодетельствовать мир, и поэтому он не понимает, почему его ненавидят все, включая его собственный народ. Будучи божественно красивым, Торак изуродован оком Олдура, когда попытался навязать ему свою волю. Носит стальную маску, закрывающую обожжённое лицо. Торак является «дитём тьмы» — агентом тёмного предначертания. В качестве такового он, единственный из богов, стремится подчинить себе весь мир.
- Чолдан

Тотем бога Чолдана — олень. Его народ — Аренды.

### Нации
- Алгосы

Люди, последовавшие за Горимом, поверив что бог Ал взял их под своё покровительство, стали называть себя алгосами. Живут в пещерах Алголанда. Обладают исключительно острым зрением в темноте и очень страдают от солнечного света. Религия алгосов очень сурова, со многими ритуалами и ограничениями. Вождь алгосов традиционно носит имя Горим.
- Аренды

Аренды обладают порывистым нравом и не склонны к углублённым размышлениям. Очень вспыльчивы и способны вызвать собеседника на дуэль за любое неосторожное слово. Вследствие этого в Арендии высоко развит кодекс рыцарства. Аренды разделены на несколько групп, находящихся в состоянии непрерывной гражданской войны друг с другом:
- Астурийские аренды знамениты своими лучниками, находятся в оппозиции. Их столица Во Астур лежит в руинах.
- Весайтские аренды полностью истреблены астурийцами. Их столица Во Вейкун лежит в руинах.
- Мимбратские аренды знамениты своими рыцарями, занимают доминантное положение и их столица, Во Мимбр, является столицей государства Арендия.

- Мараги

Вследствие врождённого свойства у марагов всегда рождается больше девочек, нежели мальчиков. Эта ситуация привела к устоявшемуся полигамному строю. Вследствие ошибочно понятого положения своей религии мараги практиковали каннибализм. Данное обстоятельство послужило предлогом для навязывания марагам войны на уничтожение со стороны их северных соседей — толнедрийцев (истинной причиной было желание толнедрийцев захватить богатые золотом земли марагов). Все Мараги, за исключением проданных в рабство, уничтожены.
- Мориндимы

Группа людей не избранная ни одним богом, но и не последовавшая за Горимом, откочевала на северо-восток западного континента. Мориндимы верят в силу демонов и искусные жрецы умеют силами магии вызывать демонов и контролировать их. Мориндимы, как правило, неграмотны и поэтому пользуются системой пиктографических знаков для передачи сообщений. Очень враждебны по отношению к чужеземцам.
- Найсайцы
- Олорны

Олорны живут на северо-западе мира. Недруги называют их «северными варварами». В прошлом олорны были единым народом с единым государством Олорией. По совету Белгарата, последний король Олории, Черек Медвежьи Плечи, разделил своё государство на 4 части — Черек, Драснию, Олгарию и Риву. Соответственно олорны делятся на череков, драснийцев, олгаров и райвенов.
- Сендары

Сендаров отличает практичность и трудолюбие. Нация земледельцев, способных, однако, в случае войны выставить боеспособное ополчение. Сендары как нация образовались гораздо позже остальных и поэтому не являются избранным народом кого-либо из богов. Сендары почитают всех богов в равной степени, за исключением Торака.
- Толнедрийцы
- Энгараки

### Государства и самоуправляющиеся территории
- Алголанд
- Арендия
- Гар Ог Недрак
- Драсния — расположена на северо-востоке Олории. Граничит с Гар-Ог-Недраком с востока и с Череком с запада. Значительная территория страны занята труднопроходимыми болотами или необитаемой тундрой. Климат северный. Драсния управляется королём. Драснийцы специализируются в области торговли и особенно в шпионаже. Драснийская разведка — лучшая в Мире. Преобладающий род войск — копейщики. Официальный цвет — красный.
- Ктол Мергос
- Маллорея
- Марагор
- Мишарак-ас-Талл
- Мориндленд — расположен на северо-восточном крае западного континента, к северу от Гар Ог Недрака. Населён мориндимами. Чтобы добраться до моста камней, соединяющего западный и восточный континенты, необходимо пройти через Мориндленд.
- Нисса
- Олгария
- Райве — островное государство, расположенное к северо-западу от западного континента на Острове Ветров. Столица (и единственный город) — Цитадель. Правит Райве король, а в его отсутствие — хранитель трона Бренд (имя обязательное и принимается вместе с должностью). Официальный цвет — серый. Райве образовано как самостоятельное королевство для охраны Ока Олдура и эта обязанность наложила свой отпечаток на райвенов: все они внешне сдержаны, невозмутимы и находятся в постоянной боевой готовности. Цитадель построена как крепость, коей она в сущности и является. Внешнюю сдержанность райвены компенсируют богатым внутренним миром. На Риве очень популярны музыка и изобразительные искусства, так что внешне серые неприглядные дома внутри полны тепла и уюта.
- Сендария
- Толнедра
- Черек

### Чудовища
- Номинально относясь к классу чудовищ, дриады наиболее близки к людям (возможно межвидовое скрещивание). Обитают в лесу Дриад, в котором нет места топорам или пожарам. Каждая дриада имеет своё персональное дерево. Дриада живёт пока живо её дерево и взрослеет тоже со скоростью взросления дерева. Дриады бывают только женского пола, для размножения им требуются человеческие мужчины. Дриады очень любят сладкое, но оно им вредно.
- Кикиморы обитают в драснийских болотах. Обладают развитым интеллектом, но не даром речи. Как правило дружелюбны по отношению к людям. Служат объектом охотничьего промысла. По просьбе колдуньи Вордай и с согласия бога Олдура, Белгарат наделил их даром речи.
- Олгроты — крупные хищные животные, внешним видом напоминающие помесь обезьяны и медведя. Вырабатывают яд, скапливающийся на кончиках когтей. Без квалифицированной медицинской помощи рана, нанесённая когтями олгрота, как правило, смертельна.
- Хрулги — хищные животные, по внешнему облику напоминающие лошадь. В отличие от лошади, у хрулгов имеются клыки и когти. Ше-дары не могут вступать в контакт с хрулгами.
- Элдраки — одни из самых крупных и опасных чудовищ мира. Напоминают увеличенную версию олгрота, разумны, обладают примитивной способностью к человеческой речи и умеют пользоваться инструментами. Практически не имеют уязвимых мест. Элдраки территориальны, живут одиночками. Довольно редки.

## Основные персонажи

### Силк (англ.Silk)
Официальное имя Силка — принц Келдар. Он племянник короля Родара и до рождения у короля сына являлся наследником престола Драснии. Также появляется под именами Эмбар из Коту и Редек из Боктора. Силк влюблён в молодую жену короля Родара — Поренн. Мать Силка пострадала во время эпидемии, которая изуродовала её лицо и оставила её слепой. Эти два фактора привели к тому, что Силк старается пореже появляться в Драснии, а предпочитает заниматься торговлей и шпионажем. Силк в совершенстве владеет приёмами рукопашного боя, отлично мечет ножи и уверенно чувствует себя с прямым клинком. Несмотря на это, Силку, как правило, удаётся уходить от неприятностей без боя. В пророчестве Силк назван Проводником.

### Бейрек (англ.Barak)
Бейрек, Граф Треллхеймский, двоюродный брат короля Энхега Черекского. Женат на Мирелл имеет двух дочерей и сына. Бейрек отличается большой силой, великолепным владением двуручным мечом, а также искусством тактики морского боя. Имеет свойство превращаться в гигантского медведя при угрозе жизни Гариона. В пророчестве он выступает под именем Устрашающий медведь.

### Леллдорин (англ.Lelldorin)
Астуриец. В пророчестве- лучник.

## Второстепенные персонажи

### Правители
- Горим
- Король Энхег и королева Ислена
- Король Родар и королева Поренн
- Король Фулрах и королева Лейла
- Король Кородаллин и королева Майазерана
- Вождь Чо-Хэг и королева Сайлар
- Хранитель трона Бренд
- Император Рен Борун XXIII
- Император Зарат
- Королева Солмиссра
- Тор Эргас
- Король Гетель

Король таллов Гетель является марионеточной фигурой в руках Тор Эргаса с одной стороны и императора Зарата с другой. Не имея никаких ресурсов для отстаивания собственной независимости, Гетель, как и все таллы, озабочен в основном вопросом собственного выживания.
- Король Дроста лек Тан

### Чародеи
- Бельдин (англ. Beldin)
- Белтира и Белкира (англ. Beltira & Belkira)
- Зидар (англ. Zedar)
- Ктачик
- Чемдар
- Полидра (англ. Polidra)

Во время одного из своих путешествий Белгарат встретил волчицу, которая им очень заинтересовалась и путешествовала с ним вместе. Подглядев, как Белгарат трансформируется в волка, она научилась трансформироваться в человека. Много позже, когда Белгарат встретил женщину по имени Полидра и женился на ней, он узнал в ней ту давнишнюю волчицу. Поледра родила Белгарату дочерей близнецов Полгару и Белдаран и, по официальной версии, умерла во время родов. Как бы то ни было, Полидра всегда появляется на зов, а иногда и по собственному желанию, и к факту собственной смерти относится как к чему-то несущественному. Если Полидра жива, то ей не менее 6000 лет.

## Использование серии
По мотивам серии создана многопользовательская компьютерная игра формата MUD (проект закрыт по состоянию на декабрь 2013 года).